# Yusuf Otubanjo
Yusuf Olaitan Otubanjo (* 12. září 1992, Ijebu-Ode, Nigérie) je nigerijský fotbalový útočník a bývalý mládežnický reprezentant, vicemistr světa z MS hráčů do 17 let 2009 v Nigérii. Od léta 2016 je hráčem slovenského klubu MŠK Žilina, od února 2018 hostuje v rakouském týmu SC Rheindorf Altach.

## Klubová kariéra
- Emmanuel Amunike Soccer Academy (mládež)
- Julius Berger FC 2009
- Gateway United FC 2009–2010
- Crown FC 2010–2011
- Atlético Madrid C 2011–2012
- FC Red Bull Salzburg 2012–2014
- →  FC Pasching (hostování) 2013–2014
- FC Blau-Weiß Linz 2015–2016
- MŠK Žilina 2016–[3]
- →  SC Rheindorf Altach (hostování) 2018

Otubanjo působil v Nigérii do roku 2009 ve fotbalové akademii Emmanuel Amunike Soccer Academy. Poté vystřídal ve své domovině několik klubů: Julius Berger FC, Gateway United FC a Crown FC. V letech 2011–2012 hrál za rezervní C-tým španělského klubu Atlético Madrid. Poté zamířil do Rakouska, kde působil v klubech FC Red Bull Salzburg, FC Pasching (hostování) a FC Blau-Weiß Linz (zde v letech 2015–2016, třetí rakouská liga). V dresu FC Blau-Weiß Linz byl velmi produktivní, nastřílel 26 ligových gólů v 28 zápasech a pomohl k postupu do druhé rakouské ligy. S FC Pasching vyhrál rakouský pohár (ÖFB-Cup).

V červnu 2016 podepsal tříletý kontrakt se slovenským prvoligovým mužstvem MŠK Žilina. Při svém debutu ve Fortuna lize 23. července 2016 proti MFK Ružomberok pomohl dvěma vstřelenými góly k výhře 3:2. V sezóně 2016/17 Fortuna ligy získal se Žilinou titul.

V únoru 2018 odešel na hostování do rakouského bundesligového klubu SC Rheindorf Altach.

## Reprezentační kariéra
Otubanjo se zúčastnil MS hráčů do 17 let 2009 v Nigérii, kde domácí tým podlehl ve finále Švýcarsku 0:1. Nastoupil ve dvou zápasech na turnaji, mimo finále i v osmifinále proti Novému Zélandu (výhra 5:0).